# La Capelle-Bleys
La Capelle-Bleys é uma comuna francesa na região administrativa de Occitânia, no departamento de Aveyron. Estende-se por uma área de 15,63 km². Em 2010 a comuna tinha 360 habitantes (densidade: 23 hab./km²).